# Bátka
Bátka é um município da Eslováquia, situado no distrito de Rimavská Sobota, na região de Banská Bystrica. Tem 12,02 km² de área e sua população em 2018 foi estimada em 874 habitantes.

## Demografia
| Ano:        | 1994 | 2004    | 2014   | 2024   |
| ----------- | ---- | ------- | ------ | ------ |
| Broj ljudi: | 840  | 947     | 910    | 822    |
| Razlika:    |      | +12,73% | -3,90% | -9,67% |

| Ano:               | 2023 | 2024   |
| ------------------ | ---- | ------ |
| Número de pessoas: | 831  | 822    |
| Diferença:         |      | -1,08% |